# Frederick Ballantyne

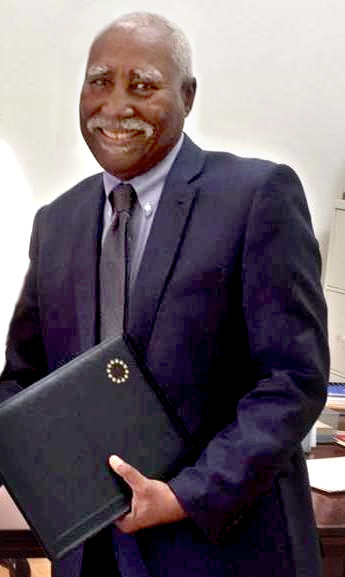
Frederick Ballantyne, 2017

Sir Frederick Nathaniel Ballantyne, GCMG (* 5. Juli 1936 in Layou, St. Vincent; † 23. Januar 2020) war von 2002 bis 2019 Generalgouverneur von St. Vincent und den Grenadinen.

## Leben
Ballantyne absolvierte nach dem Besuch der High School zunächst ein Chemiestudium an der Howard University in Washington, D.C. sowie anschließend ein Studium der Medizin an der State University of New York (SUNY), wo er sich in der Studentenvertretung engagierte. Nach Abschluss des Studiums als Doktor der Medizin (M.D.) arbeitete er als Arzt am Montreal General Hospital. Nach einer Fortbildung als Arzt für Innere Medizin in Rochester sowie für Kardiologie kehrte er nach St. Vincent und den Grenadinen zurück und arbeitete dort als Ärztlicher Direktor am Kingstown General Hospital, dem später nach dem früheren Premierminister Robert Milton Cato benannten Milton Cato Memorial Hospital.
Danach war er zwischen 1985 und 1992 Leiter des ärztlichen Dienstes (Chief Medical Officer) des Landes sowie anschließend Arzt und medizinischer Berater. Daneben engagierte er sich in zahlreichen Organisationen wie zum Beispiel der St. Vincent and the Grenadines Heart Association sowie der St. Vincent and the Grenadines Diabetes Association. Daneben setzte er sich für den Austausch von Fachärzten aus anderen Ländern ein, um die medizinische Versorgung auf den Gebieten Urologie, Neurologie, Augenheilkunde sowie Pädiatrie sicherzustellen. Weiterhin trat er für eine Erweiterung der Ausstattung des Milton Cato Memorial Hospital sowie der Bezirkskliniken ein und war maßgeblich an Impfprogrammen für alle Schulkinder beteiligt. Er war zudem als Unternehmer in verschiedenen Bereichen tätig wie zum Beispiel Immobilien, Pharmazie und Gesundheitspflege. Er war Mitgründer des Finanzdienstleisters International Business Services Limited, der später von seinem Sohn Marcus Ballantyne übernommen wurde, sowie Miteigentümer des Young Island Resort Hotel.
Ballantyne übernahm das Amt des Generalgouverneur von St. Vincent und den Grenadinen am 2. September 2002. Er folgte Monica Dacon, welche nach dem Tod von Charles Antrobus das Amt für eine Übergangszeit übernommen hatte. Am 30. Oktober 2002 wurde er als Knight Grand Cross des Order of St. Michael and St. George (GCMG) in den Ritterstand erhoben, weshalb er seither den Namenszusatz „Sir“ führt. 2009 verlieh ihm die University of the West Indies (UWI) auf dem Cave Hill Campus einen Ehrendoktor der Wissenschaften (Honorary Doctor of Sciences). Er trat aus Gesundheitsgründen zum 31. Juli 2019 als Gouverneur zurück, seine Nachfolgerin wurde Susan Dougan.